# Cryptocephalus erberi
Cryptocephalus erberi – gatunek chrząszcza z rodziny stonkowatych i podrodziny Cryptocephalinae.
Gatunek ten został opisany w 1991 roku przez Igora Łopatina.
Chrząszcz endemiczny dla Nepalu.